# Кошка о девяти хвостах
«Кошка о девяти хвостах» (итал. Il gatto a nove code) — итальянский кинофильм в жанре джалло. Снят режиссёром Дарио Ардженто по сценарию Дардано Саккетти в 1971 году.

## Сюжет
Фрэнки Арно, бывший журналист, увлекающийся головоломками, при этом слепой, совместно со своим коллегой начинает расследование череды убийств в крупном институте, где занимаются генетическими исследованиями. Они подозревают промышленный шпионаж. У них девять улик. Девять ключей к раскрытию ужасных преступлений, где загадки и тайны сплетаются в непреодолимую паутину обмана.

## В ролях
- Карл Молден — Фрэнки Арно
- Джеймс Францискус — Карло Джордани
- Катрин Спаак — Анна Терци
- Пьер Паоло Каппони — комиссар Спими
- Рада Рассимов — Бьянка Мерузи
- Карло Алигьеро — доктор Калабризи
- Коррадо 0лми — Морселла